# Microcyphus pulchellus
Microcyphus pulchellus is een zee-egel uit de familie Temnopleuridae.
De wetenschappelijke naam van de soort werd in 1928 gepubliceerd door Hubert Lyman Clark.